# Ravenshorst
Ravenshorst ist ein Hofgut und liegt zwischen Eckernförde und dem Ort Goosefeld.
Die Geschichte von Ravenshorst konnte erst durch die eingehende Recherche von Ludwig Hünger in wesentlichen Punkten geklärt werden.

## Erste Nennung (Dingswinde)
Ravenshorst wird erstmals am 11. April 1575 in einer Dingswinde urkundlich erwähnt. Sie wurde zwischen der Kirche von Eckernförde als Eigentümerin des Hofes und dem Dorfe Goosefeld geschlossen. In diesem Vertrag wurden die Grenzen zwischen beiden Parteien festgelegt.
Dem heutigen Sprachgebrauch angepasst lautet der Text (Übertragungsunsicherheiten in 
{ } Klammern):
„Wir Hans Blome, Hardesvogt, Bonden Lanste und einfache Einwohner der Bergharde tun kund und erklären hiermit öffentlich und vor jedermann, dass hiermit innerhalb unserer vier Harde-Dingstöcke-Gehege und aufgerichteten Things erschienen sind unserer Harde acht Sandmänner daselbst vor uns innerhalb der vier Dingstöcke, vor jedermann öffentlich ausgerufen, bekannt und zugestanden, nachdem sie durch den Bürgermeister und Rat zu Eckernförde nach ordentlichem Landrecht ernannt wurden, zwischen ihrer Kirche Grundeigentum und Hölzung, Ravenshorst genannt, und unseres gnädigen Fürsten und Herren Dorf Goesfelde eine richtige Scheide zu gehen, zu erweisen und zu beschwören. Demnach hatten sie mit den anwesenden Sandleuten nach fleißiger Anmerkung und Aufmerksamkeit und Erkundigung aller solcher Gelegenheit das Nachfolgende als die richtige Scheide gegangen und beschworen:
Vom Anfang bis Ende Westerrade in dem kurzen westlichen (Remen) gegen den neuen Landesteich gelegenen, angefangen von da in der Heithorn hinter dem Bornebroke bis hinter Langen Stücken und dem Ravenshorster Moor entlang über den alten Grenzbaum, des Weiteren auf den Stadthof zu, den Graben und Bach entlang und als in Langhorster  Wiese auf den letzten Grenzbaum zu gegangen zwischen fürstlicher Gnaden und Heinrich Brockdorf, welcher die genannte Erde überall besteint {vermutlich durch Grenzsteine markiert} und {bekalet?} und folgendes daselbst mit erhobenen Fingern zwecks ihres leiblichen Eides zu Gott und seinem heiligen Evangelium geschworen, dass sie dasselbe, wie oben beschrieben, mit Steinen versehen hätten und somit zwischen dem genannten Ravenshorst und dem Dorfe Goosefeld eine offensichtlich unstrittige Grenze bestünde, wonach beide Seiten ihren festgelegten und beschworenen Teil nutzen können. Die Vertreter der Eckernförder Kirche verlangten eine Dingswinde, welche ihnen zugestanden und von acht frommen unbescholtenen Hardesleuten vorgenommen wurde. Sie heißen: Jürgen Peter, Henneke Peter, Henneke Möller junior, Peter Hennicksen, Claus Schnack, Johann Plette, Markus Kuhr und Peter Ratke.
Diese sind hinausgegangen, um sich zu besprechen und einträchtig wohlbedachten Rates und Mutes wiederum hereingekommen und haben dies alles, welches wir Wort für Wort gehört haben, bewindet (=festgelegt) und bezeugt, wollen sie auch {sodann wieder bewachen und bewahren}, wenn sie bei ihrem Leben darum gefordert werden und dazustehen ohne List und Tücke das zu mehrer Zeugnis und Urkunde der Wahrheit haben wir unser bekanntes Hardessiegel wissentlich unter diesen Brief hängen lassen, der gegeben ist zu Hütten …“

## Das Siegel der Hüttener Harde (Bergharde)

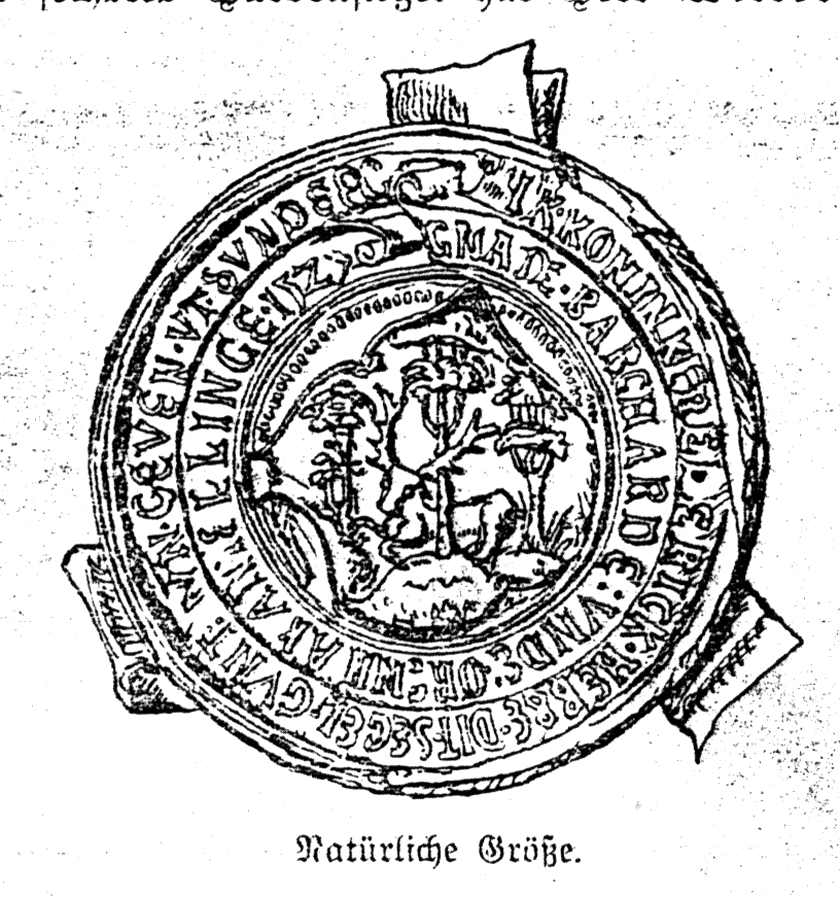
Siegel der Hüttener Harde

Die Siegel der ehemaligen Harden des Herzogtums Schleswig sind heutigentags fast 
vergessen, zum großen Teile aber, wie es scheint, verloren. 1828 veröffentlichte der spätere Geheimrat, Professor Dr. L. J. Michelsen das Siegel der Bökingharde in seiner Arbeit „Nordfriesland im Mittelalter“. 1863 machte Archivsekretär C. M. A. Matthiesen in Kopenhagen vier weitere Hardessiegel bekannt, das der Kavslundharde (Kalslundharde, ein Stück davon gehört zum heutigen Jütland), der Tonderharde, der Nübelharde und der Horsbüll-, späteren Wiedingharde.
Ein sechstes Hardessiegel hat Willers Jessen in Eckernförde vor dem gänzlichen Vergessen bewahrt. Es hängt an einer auf Pergament geschriebenen Urkunde, die weiter unten mitgeteilt wird, und ist auf grünem Wachs abgedruckt. Die Mitte, ein Hirsch zwischen Hügeln mit Bäumen, ist noch recht gut erhalten. Die Umschrift, die gewöhnlicher Weise zwei Zeilen füllt, ist an manchen Stellen beschädigt und deshalb nicht immer mit vollkommener Sicherheit lesbar. An manchen Stellen ergibt sich die Ergänzung gleichsam von selbst. Nicht ganz sicher bleibt es, ob SEGEL oder INSEGEL zu lesen ist. Die Umschrift lautet also:
IK KONINK FREDERICK HEBBE DIT SEGEL GVNT VN
GEVEN VT SVNDER
GNADE BARGHARDE VNDE OREN NAKAMELLIGE 1527
Auf dem Rücken:
Dingswinde zwischen der kerken tho Ekelforde grundt der
Rauenshorst vnd F.G. dorp Gosefeldern anno 1575

## Geschichtlicher Überblick
Die Entstehung des Gutshofes Ravenshorst liegt im Dunkeln der Geschichte. Möglicherweise entstand der Hof zwischen 1400 und 1500 im Gefolge der Familie von der Wisch? Weiteren Forschungen bleibt es vorbehalten, den genauen Zeitpunkt herauszufinden, zu dem die Ra-venshorster Ländereien in das Eigentum des Gottorfer Herzogs gelangten. Wollte der Herzog seine um 1520 von der Adelsfamilie von der Wisch erworbenen Besitzungen, das Gut Hütten, den Hof Wittensee mit den dazugehörenden Dörfern – darunter auch Goosefeld – mit Ravenshorst arrondieren?
Seit 1717 jedenfalls, als während des Großen Nordischen Krieges der Landesteil Schleswig unter königlich-dänische Verwaltung geraten war, wurde Ravenshorst als königliches Kammergut geführt. Es gehörte zum Amte Hütten. Der Amtsverwalter der Hüttener Harde hatte das kleine Gut im Auftrage der dänischen Krone „wie schon zu fürstlichen Zeiten“ zu verwalten.
Er musste das auch „die kleine Kate“ genannte Gut verpachten und der Rentekammer in Kopenhagen die jährlichen Erträge mit allen anderen Abrechnungen seines Bezirkes übersenden.
1771 wurde das Gut vermessen und in zwei Parzellen eingeteilt. 1775 wurden diese verkauft.

## Größe und Grenzen des Gutes Ravenshorst
Das Problem ist die Lokalisierung des in der Dingswinde erwähnten Grenzverlaufes. Glücklicherweise fand sich eine Karte von Ravenshorst aus dem Jahre 1771, die sich in eine Karte aus dem Jahre 1800 einfügen ließ und bis auf wenige Unsicherheiten ein Nachvollziehen der beschriebenen Grenze ermöglicht. Die Streckenabschnitte mit nicht eindeutigem Verlauf sind gestrichelt markiert.
Koordinaten: 54° 26′ N, 9° 48′ O